# Rebecca Herbst
Rebecca Ann Liberty Herbst (Los Angeles, 12 mei 1977) is een Amerikaanse actrice.

## Biografie
Herbst werd geboren in de wijk Encino van Los Angeles. Haar ouders zijn van Duitse komaf. Aanvankelijk wilde ze kunstschaatsster worden, maar op haar zestiende koos ze voor acteren en ging met haar familie in Los Angeles wonen.
Herbst begon in 1986 met acteren voor televisie in de televisieserie L.A. Law. Hierna heeft ze nog meerdere rollen gespeeld in televisieseries en televisiefilms, maar ze is vooral bekend van haar rol als Elizabeth Webber in de televisieserie General Hospital. Hierin speelde zij al van 1997 tot heden in meer dan 2100 afleveringen.
Herbst leerde haar man kennen op de set van General Hospital. Zij trouwden in 2001, het paar heeft drie kinderen.

## Prijzen
- 1999 Soap Opera Digest Award in de categorie Beste Jonge Actrice met de televisieserie General Hospital – gewonnen.
- 1999 Daytime Emmy Awardss in de categorie Beste Jongere Actrice in een Dramaserie met de televisieserie General Hospital – genomineerd.
- 2003 Soap Opera Digest Awards in de categorie Beste Jongere Actrice met de televisieserie General Hospital – genomineerd.
- 2007 Daytime Emmy Awards in de categorie Beste Actrice in een Dramaserie met de televisieserie General Hospital – genomineerd.

## Filmografie

### Films
- 1999 Hefner: Unauthorized – als Barbi Benton
- 1995 Donor Unknown – als Danielle Stillman
- 1994 Shrunken Heads – als Sally
- 1990 Kaleidoscope – als Emily
- 1990 Why Me? – als klein meisje

### Televisieseries
Uitgezonderd eenmalige gastrollen.
- 1997 – heden General Hospital – als Elizabeth Webber – 2137+ afl.
- 2007 General Hospital: Night Shift – als Elizabeth Webber/Spencer – 3 afl.
- 1997 Brotherly Love – als Kristen – 7 afl.
- 1996 – 1997 Space Cases – als Suzee – 14 afl.